# The Penguins
The Penguins erano un gruppo musicale statunitense di doo-wop attivo negli anni 50 e 60.
La loro canzone più famosa è stata Earth Angel (Will You Be Mine), uno dei primi veri successi del rhythm and blues nella classifica pop charts di Billboard.

## Formazione

### Originale
- Curtis Williams (11 dicembre 1934 - 10 agosto 1979) (basso)
- Cleveland Duncan (23 luglio 1935) (tenore)
- Dexter Tisby (10 marzo 1935) (tenore)
- Bruce Tate (27 gennaio 1937 - 20 giugno 1973) (baritono)

### Ultimi anni
Il gruppo si sciolse nel 1962. Cleveland Duncan continuò ad incidere come "The Penguins", con il nuovo membro Walter Saulsberry e con un gruppo vocale a fare controcanto, The Viceroys.
In seguito la formazione variò ancora: oltre a Duncan, c'erano Saulsberry, Vesta ed Evelyn King, e Vera Walker.
Negli anni 70 i membri furono Duncan, il rientrante Walter Saulsberry ed il nuovo membro Glenn Madison.

## Riconoscimenti
The Penguins fanno parte del Vocal Group Hall of Fame dal 2004.